# Antônia Maria da Silva
Antônia Maria da Silva, foi uma dentre os dez filhos de Bernado da Silva, considerado fundador do Município de Serrinha, interior do Estado da Bahia. Casou-se em novembro de 1730, na Capela de São João Batista de Água Fria, com Antônio Carneiro Silva, português, natural da Freguesia do Porto de São Pedro, Bispado do Porto. O sobrenome Carneiro, tão comum no sertão baiano, deriva deste casal.